# Eurema frieda
Eurema frieda is een vlinder uit de familie van de witjes (Pieridae). De wetenschappelijke naam van de soort is voor het eerst geldig gepubliceerd in 1969 door Baumann & Reissinger.